# Абдул Рашид Достум
Абдул Рашид Достум (перс. عبدالرشید دوستم; Провинција Ђузан, 25. март 1954) авганистански је политичар и маршал Авганистанске националне армије који је био потпредседник Авганистана од 2014. до 2020. године. Познат је и као лидер Националног исламског фронта Авганистана (Junbish-i-Milli Islami Afghanistan), односно авганистанске Узбекистанске заједнице, али и по томе што је неколико пута мењао страну током деценија оружаног сукоба у Авганистану, што му је донело репутацију једног од најконтроверзнијих.господара рата у земљи.
Рођен је у сиромашној узбекистанској породици. 1970. године запослио се у нафтној фабрици у Шебергану, где се након неког времена придружио локалном радничком синдикату. После Саурске револуције, као симпатизер новог комунистичког режима, постао је члан локалних паравојних формација „за заштиту револуције“, а 1979. придружио се владајућој Народној демократској странци, односно њеној фракцији Парчам. 1980. провео је кратко време на обуци у СССР-у, а затим је активно учествовао у рату против муџахедина. 
Његова јединица, која је првобитно била вод, на крају је нарасла до нивоа дивизије и у свом саставу имала је преко 40 000 људи. Достум је то дуговао личној харизми, али и тенденцији да се бори у првим редовима, због чега су га совјетски савезници називали „авганистанским Чапајевом“. Достумова 53. дивизија била је једна од ретких комунистичких паравојних формација која је могла да делује ван матичне провинције, а послата је у Кандахар на југу земље крајем 1980-их, где је чувала повлачење совјетских снага.
Достум је наставио да подржава просовјетски комунистички режим након повлачења Совјетског Савеза, али неколико месеци након распада СССР-а, свестан да комунисти више немају спољног савезника, постигао је договор са вођом муџахедина Ахмад-Ша Масудом у пролеће 1992. и стао на страну побуњеника. Тај потез приморао је комунистичког лидера Мохамеда Наџибуле да поднесе оставку и означио је коначни крах режима. Достум је са својим људима ушао у Кабул, а затим помогао Масуду у новом сукобу против супарничког вође муџахедина Гулбудина Хекматјара .
Међутим, савезништво са Масудом, односно оданост новопроглашеној и међународно признатој Исламској држави Авганистан, није дуго трајало. 1994. придружио се Хекматјару против Масуда, а 1995. неко време је кокетирао са Талибанима. Подручје под његовом контролом на северу државе, чије је седиште био град Мазари-и-Шариф, било је међу релативно тишим у земљи и често се звало „Достумистан“; функционисао је као фактички независна држава, где је Достум издавао сопствену валуту. 1995. посетио је Ташкент и наводно је узбекистански председник Ислам Каримов понудио уједињење или анексију „Достумистана“; Каримов, тада амерички савезник, одбио је понуду.
Након што су талибани ушли у Кабул 1996. године, Достум се придружио антиталибанском Северном савезу. У мају 1997. године, међутим, накратко је избачен из свог упоришта када су град заузели Талибани, искористивши побуну његових заповедника. Достум је побегао у Турску, али се вратио неколико месеци касније. Талибани су, с друге стране, поново заузели град следећег лета, а Достум је поново био присиљен на прогонство.
Достум се вратио из изгнанства након напада 11. септембра 2001. године, након што је америчка администрација одлучила да уклони Талибане и обратила се Северној алијанси за помоћ. Достум и његове присталице вешто су користили америчку подршку, а током америчке инвазије Мазари-и-Шариф је 10. новембра ослобођен од талибана, као први већи град у Авганистану. Достум и његови људи тада су заробили хиљаде талибана, од којих су многи нестали месец дана касније под никад разјашњеним околностима у догађају који се понекад назива масакр у Дашт-и-Леилију.
Достум је добио формални статус заменика министра одбране у влади председника Хамида Карзаија, али је на крају почео да се дистанцира и од ње и од Американаца, које је критиковао због неефикасности у борби против талибана.
2014. године изабран је за потпредседника на листи Ашрафа Ганија који је постао председник.